# Demència digital
Demència digital (també conegut en anglès com Digital Zombie) és el terme aplicat pel Dr. Manfred Spitzer en el seu manifest «Demencia Digit@l» que publicà l'any 2013, el qual fa referència a un deteriorament cognitiu i cerebral per un abús excessiu de les tecnologies. La addicció tecnològica i la incapacitat de separar-se d'una presència en línia persistent són alguns dels efectes dels que parla Spiltzer. Andrew Campbell, investigador de la Universitat de Sydney, també va expressar la seva preocupació per si l'individu pot o no viure una vida plena i sana mentre estigui preocupat pel món digital.

## Riscos per a la salut
Durant l'etapa de la primera infància mentre el seu cervell creix ràpidament, l'exposició augmentada als dispositius digitals els pot privar del desenvolupament necessari per facilitar el creixement del cervell. Aquestes preocupacions també són compartides per metges coreans que creuen que donar dispositius digitals, com telèfons intel·ligents als nens, limita el seu desenvolupament cognitiu. L'Acadèmia Americana de Pediatria també ha suggerit que l'ús de la pantalla per a nens menors hauria de ser extremadament limitat.